# 東京都道314号言問大谷田線

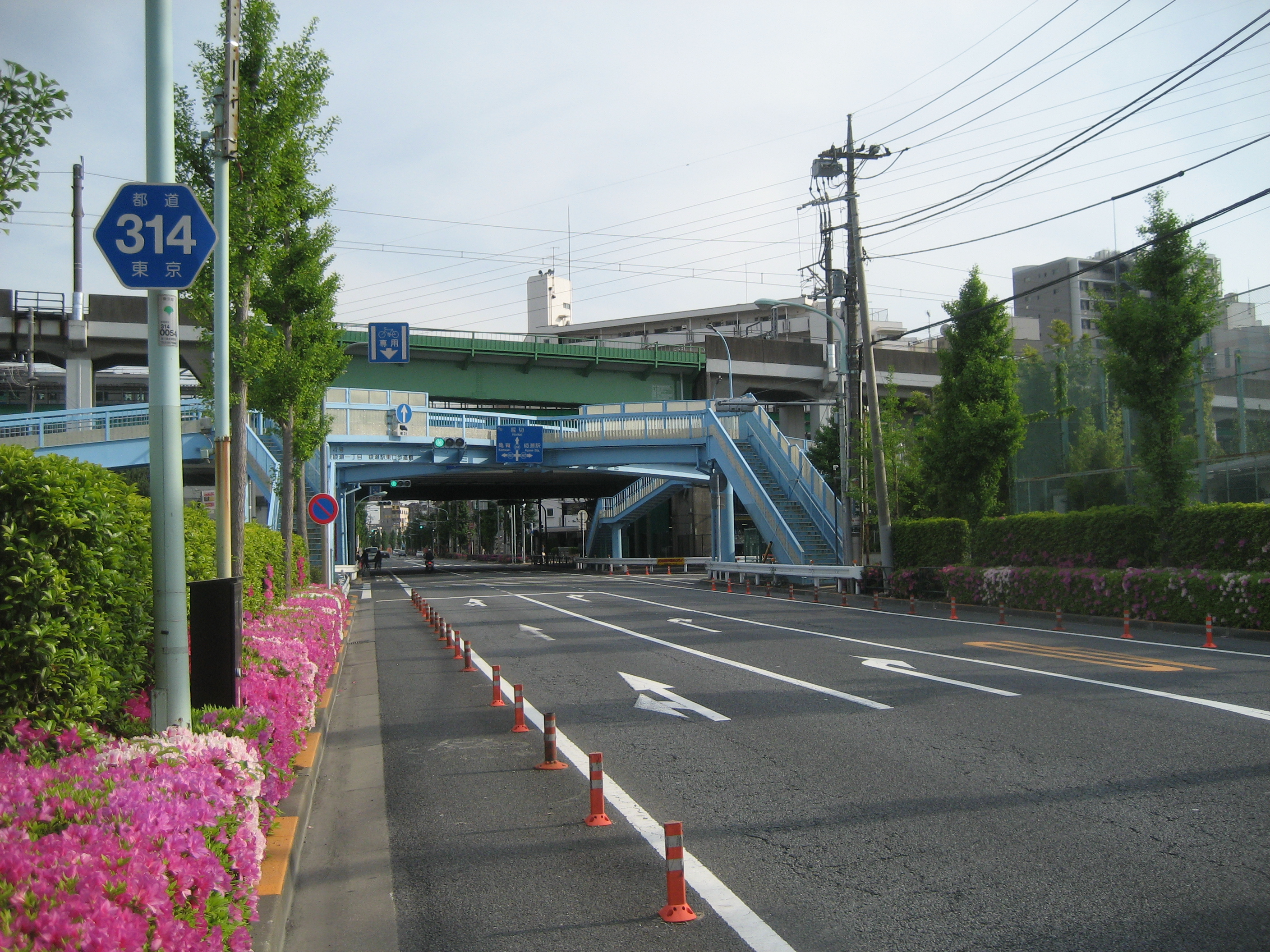
足立区東綾瀬一丁目付近

東京都道314号言問大谷田線（とうきょうとどう314ごう ことといおおやたせん）は、東京都台東区と足立区を結ぶ特例主要地方道。隅田川や荒川を横断し、浅草と綾瀬周辺を繋いでいる。
2013年に発足した「東京都通称道路名検討委員会」により、当初は「堀切通り」との通称が検討されたが、台東区側が「橋場通り以外の名称設定には強く反対する」と難色を示した事から、台東区域を通称の設定区間から除き、起点を白鬚橋西交差点に変更した上で「川の手通り」と名付けられた。。

## 概要
- 起点：東京都台東区浅草七丁目 言問橋西交差点（国道6号・東京都道319号環状三号線・東京都道464号言問橋南千住線接続）
- 終点：東京都足立区加平一丁目 綾瀬警察署前交差点（東京都道318号環状七号線接続）

## 通過する自治体
- 東京都
  - 台東区 - 荒川区 - 足立区 - 葛飾区 - 足立区

## 重複区間
- 堀切五丁目交差点 - 小菅三丁目交差点（東京都道308号千住小松川葛西沖線支線）

## 経路および交差・接続する道路・河川・鉄道路線
| 交差する道路                                                                | 交差する道路                                                     | 交差点名                 | 交差点名 |
| --------------------------------------------------------------------------- | ---------------------------------------------------------------- | ------------------------ | -------- |
| 国道6号（江戸通り）浅草・東日本橋方面                                       |                                                                  |                          |          |
| 東京都道464号言問橋南千住線（吉野通り） 東京都道319号環状三号線（言問通り） | 国道6号・東京都道319号環状三号線（言問通り（水戸街道））         | 言門橋西                 | 台東区   |
| 東京都道306号王子千住夢の島線（明治通り）                                   | 東京都道306号王子千住夢の島線（明治通り）                        | 白鬚橋西                 | 台東区   |
| 隅田川入り江                                                                | 隅田川入り江                                                     | 瑞光橋                   | 荒川区   |
| 東京都道461号吾妻橋伊興町線支線                                             |                                                                  |                          | 荒川区   |
| 隅田川                                                                      | 隅田川                                                           | 千住汐入大橋             | 荒川区   |
| 東京都道461号吾妻橋伊興町線（墨堤通り）                                     | 東京都道461号吾妻橋伊興町線（墨堤通り）                          | 千住曙町                 | 足立区   |
| 東武伊勢崎線                                                                | 東武伊勢崎線                                                     | 立体交差（オーバーパス） | 足立区   |
| 東京都道449号新荒川堤防線                                                   | 東京都道449号新荒川堤防線                                        | 堀切橋西                 | 足立区   |
| 荒川・綾瀬川                                                                | 荒川・綾瀬川                                                     | 堀切橋                   | 足立区   |
| 首都高速中央環状線 首都高速6号向島線                                        | 首都高速中央環状線 首都高速6号向島線                             | 立体交差（アンダーパス） | 葛飾区   |
| 東京都道450号新荒川葛西堤防線                                               | 東京都道450号新荒川葛西堤防線                                    | 上記の立体交差のほぼ真下 | 葛飾区   |
| 京成本線                                                                    | 京成本線                                                         | 立体交差（アンダーパス） | 葛飾区   |
| 東京都道308号千住小松川葛西沖線（平和橋通り）                               | 東京都道308号千住小松川葛西沖線（平和橋通り）                    | 堀切5丁目                | 葛飾区   |
| 東京都道308号千住小松川葛西沖線支線                                         |                                                                  | 小菅三丁目               | 葛飾区   |
| 常磐線・東京メトロ千代田線                                                  | 常磐線・東京メトロ千代田線                                       | 立体交差（アンダーパス） | 足立区   |
| 東京都道467号千住新宿町線（江北橋通り）                                     | 東京都道467号千住新宿町線（江北橋通り）                          | 武道館東                 | 足立区   |
| 東京都道318号環状七号線・東京都道501号王子金町市川線（環七通り）            | 東京都道318号環状七号線・東京都道501号王子金町市川線（環七通り） | 綾瀬警察署前             | 足立区   |

## 周辺の施設・地理
台東区
- 言問橋
- 隅田公園
  - 東京大空襲戦災犠牲者追悼碑
  - 桜橋
- 台東リバーサイドスポーツセンター

白鬚西交差点からここまで、南方向の一方通行。
- 台東区立桜橋中学校
- 東京都人権プラザ
- 浅草病院
- 台東区産業振興事業団産業研修センター

荒川区
- 白鬚橋
- 瑞光橋公園
- 東京都立航空工業高等専門学校
- 汐入公園

公園をアンダーパスするために「瑞光トンネル」と「胡録トンネル」の二つのトンネルがある。
- 荒川区立第三中学校
- 荒川区立汐入東小学校

荒川区及び足立区
- 水神大橋

足立区
- 足立郵便局
- 京成関屋駅（京成本線）
- 牛田駅（東武伊勢崎線〈東武スカイツリーライン〉）
- 堀切駅（東武伊勢崎線〈東武スカイツリーライン〉）
- 東京未来大学

葛飾区
- 堀切JCT
- 堀切菖蒲園駅（京成本線）
- 葛飾区立南綾瀬小学校
- 堀切中央病院
- 東京都立葛飾盲学校

足立区
- 綾瀬駅（JR東日本常磐線・東京メトロ千代田線）
- 足立区立綾瀬小学校
- 東綾瀬公園
- しょうぶ沼公園
- 北綾瀬駅（東京メトロ千代田線）
- 綾瀬警察署